# Georges Lemaire (ciclista)
Georges Lemaire, (Pepinster, 3 de abril de 1929 - Uccle, 29 de setembro de 1933) foi um ciclista belga que se tornou profissional em 1930. Em 1929, ele se tornou campeão belga amador de estrada e, em 1932, campeão belga profissional.
Em 1933, ele vestiu a camisa amarela no Tour de France por dois dias e terminou em quarto lugar na classificação geral. Em setembro do mesmo ano, durante o campeonato belga de estrada, entre Bruxelas e Louvain, ele caiu e sofreu uma fratura no crânio da qual morreu alguns dias depois. Georges Lemaire foi o último campeão belga a ganhar um título em Brabante Valão.

## Prêmios
- 1925
  - 3º no campeonato belga de ciclocross
- 1928
  - 2º no Grande Prêmio François-Faber
  - 3º no Bruxelas-Luxemburgo-Mondorf
- 1929
  - Campeão Belga Independente de Estrada
- 1932
  - Campeão belga de estrada
  - Prêmio do Salão
- 1933
  - 4º no Tour de France

## Resultados do Tour de France
Suas classificações durante suas duas participações no Tour de France:
- 1932: 15º
- 1933: 4º,  camisa amarela para duas etapas